# 森長可
森長可（1558年—1584年5月18日），日本戰國武將，森可成的次男，母親為妙向尼。森長可是可成眾子中唯一沒當過小姓的人，弟弟分別是森長定（蘭丸）、森長隆（坊丸）、森長氏（力丸）、森忠政，妻子池田千是池田恆興之女。森長可脾氣非常暴躁衝動，與其同僚起爭執的時候常口出穢言甚至拔刀殺人，作戰時也常違反軍令愛理不理，但信長知情後都只是口頭或書信告誡，從未處罰過森長可，可見信長對其寵愛。森長可與其弟森蘭丸同樣容貌俊秀，同時森長可為森家武勇最出眾者，為手持名槍「人間無骨」、腳跨名馬「百段」的猛將，外號「鬼武藏」。

## 生平
1570年，森可成在與淺井、朝倉合軍对戰時戰死，年幼的森長可繼承家督之位成為美濃金山城主，後來參與長島一向一揆的平定戰，與稻葉良通、關成政一同進攻一揆勢，同年的槇島城之戰、翌年天正2年（1574年）的第三次長島一向一揆攻伐均參與作戰。以後更成為信忠配下參與長篠之戰、美濃岩村城攻伐、越中國侵攻、攝津石山本願寺攻伐、三木合戰等。
天正10年（1582年）在征討武田家的甲州征伐與團忠正共同擔任先鋒部隊，2月6日從木曽口進攻信濃國的武田領地，14日降伏松尾城的小笠原信嶺，並擊潰飯田城的保科正直，15日追擊保科正直的殘餘部隊並討取數十騎。在進攻仁科盛信守備的高遠城時，與信忠率領的本隊合流，在系列戰中立下許多戰功。武田家滅亡後，因功授予信濃川中島四郡（高井・水内・更級・埴科）及海津城二十萬七千九百石，此俸祿為織田家年輕一輩武士中最高者，與譜代重臣同等級的超高待遇，再次凸顯信長對森長可的厚愛。
森長可在4月5日進入海津城、稻葉貞通則進入飯山城，上杉景勝以出身信濃的家臣岩井信能策誘北信濃豪族，對織田家入主信濃感到不滿的武田家遺臣芋川親正等因此發動一揆，聚集1萬人包圍了稻葉貞通所在的飯山城，獲知此訊的織田信長隨即派遣稻葉勘右衛門、稻葉刑部、稻葉彥一、跟國枝賴母組成援軍前往救援飯山城，同時織田信忠也派遣家臣團忠正加入援軍陣營，聽聞織田軍來援後，芋川親正率領一揆轉往山中，修復大藏城作為據點，而芋川親正也通好於北邊越後國的上杉景勝。
4月7日，一揆方以8千兵力進出於長沼口一帶，獲報後的森長可主動出撃，率領3千人對一揆軍展開攻擊，森長可以1千人為先鋒突擊一揆軍，其餘2千人則在山間埋伏，將一揆軍引至伏兵處，兩路夾攻擊潰武田一揆軍，將武田一揆軍逼退7里多，並斬殺敵軍1千2百多人，一揆殘軍退往大藏城後，森長可一鼓作氣追殺到大藏城，殺死城中女子跟孩童一千多人，共殺死2450人，另外也有森長可殺死城中男女三千人之說。
遭此慘敗，包圍飯山城的武田一揆軍自然潰散，森長可安排好飯山城的防備後，稻葉貞通被招往信長所在的諏訪本陣，原本組成援軍的稻葉勘右衛門、稻葉刑部、稻葉彥一、跟國枝賴母調回安土城，森長可此戰功績也獲得織田信忠賞識，頒下感狀嘉勉。
此戰過後，森長可持續進入山中追剿武田一揆，並對降服的國人眾要求交出人質，命令百姓重回到村莊屯墾。但在4月7日時，上杉景勝趁著織田軍跟武田一揆交戰之際，安排原信濃豪族島津忠直進入信濃長沼城，武田遺臣芋川親正也依附上杉家，被上杉景勝在4月19日安排至真木島城，跟岩井信能一同警備仁科方面。
由於織田家臣柴田勝家領軍攻打越中魚津城，上杉景勝決定領兵奧援（魚津城之戰），森長可在5月時伺機率領5千兵馬北上，在擊敗芋川親正後，一路攻至越後二本木一帶，擊敗僅有七百守軍的將領上條景春，在當地放火後布陣。上杉景勝在5月27日聞訊後大驚，遂決定回師越後，並在撤退時傳訊給魚津城守將，讓他們放棄魚津城或向織田軍投降，魚津城最後陷落。
信長死後織田家內部開始鬥爭，長可有感事態嚴重，拋棄因信長之死局面更加混亂的信濃領地回到森家本營金山城，隨丹羽長秀支持羽柴秀吉並成為羽柴家臣。1584年參加小牧·長久手之戰，與岳父池田恆興一起攻擊德川軍，不料卻受到德川軍的奇襲，岳父恆興與大舅子池田元助皆戰死，森長可本人也被井伊直政軍的鐵砲射中眉間而死，得年二十六歲。死後被砍下頭顱，脇差被奪鼻子也被削去作為德川家將領戰功的證明，後來首級被德川軍送回金山城。
森長可出陣前曾交代如果自己戰死則家督之位由森忠政繼承，並讓出森家的名器寶物給秀吉，金山城也充公交給秀吉發落，但是秀吉念及森長可一路支持自己且為了羽柴家捐軀沙場而不欲剝奪森家領地，所以讓森忠政繼續繼承金山7萬石領地，並對森忠政予以厚待。妻子安養院也按照森長可出陣前的交代回到娘家，後來改嫁中村一氏。
死後法名為「鐵圍秀公大禪定門」，墓地所在包括本源寺（岡山縣津山市小田中）、可成寺（岐阜縣可兒市宮町）、真禪寺（岐阜縣可兒市西帷子）、武藏塚（愛知縣長久手市武藏塚）。

## 登場作品
影視劇
- 怎麼辦家康（2023年、NHK大河劇、演：城田優）

## 外部連結
- 森氏家譜 （页面存档备份，存于）
- 森家資料調査會 （页面存档备份，存于）